# Segundo Consistório Ordinário Público de 1846

## Cardeais Eleitores
| Nº                 | País               | Nome               | Idade              | Cargo                       | Título ou Diaconia                                |
| Cardeais eleitores | Cardeais eleitores | Cardeais eleitores | Cardeais eleitores | Cardeais eleitores          | Cardeais eleitores                                |
| ------------------ | ------------------ | ------------------ | ------------------ | --------------------------- | ------------------------------------------------- |
| 1                  | Itália             | Gaetano Baluffi    | 58                 | Arcebispo de Ímola          | Cardeal-presbítero de Santos Marcelino e Pedro    |
| 2                  | Itália             | Pietro Marini      | 52                 | Vice-Camerlengo             | Cardeal-diácono de São Nicolau no Cárcere         |
| In Pectore         |                    |                    |                    |                             |                                                   |
| 3                  | Itália             | Raffaele Fornari   | 59                 | Núncio apostólico na França | Revelado no Consistório Ordinário Público de 1850 |
| 4                  | Itália             | Giuseppe Bofondi   | 51                 | Auditor da Rota Romana      | Revelado no Consistório Ordinário Público de 1847 |

## Link Externo
- «Catholic Hierarchy» (em inglês)